# Gunman
Pour plus de détails, voir Fiche technique et Distribution.
Gunman (The Gunman) est un film américano-britannico-franco-espagnol réalisé par Pierre Morel sorti en 2015.
Il s'agit d'une adaptation du roman noir La Position du tireur couché de Jean-Patrick Manchette, publié en 1981.
Le film reçoit des critiques globalement négatives et est un échec commercial.

## Synopsis
Ancien membre des forces spéciales, James « Jim » Terrier est devenu tueur à gages. Après une mission en république démocratique du Congo, il souhaite se racheter une bonne conscience et décide de travailler pour une association humanitaire en Afrique. 8 ans plus tard, son ancien employeur veut l'éliminer. Jim est contraint de reprendre les armes et se voit embarqué aux quatre coins de l’Europe pour détruire son adversaire : une des organisations les plus puissantes du monde…

## Fiche technique
Sauf indication contraire, les informations mentionnées dans cette section peuvent être confirmées par la base de données cinématographiques IMDb,  présente dans la section « Liens externes ».
- Titre original : The Gunman
- Titre français : Gunman
- Titre québécois : Le tireur
- Réalisation : Pierre Morel
- Scénario : Pete Travis, Sean Penn et Don MacPherson, d'après le roman La Position du tireur couché de Jean-Patrick Manchette
- Musique : Marco Beltrami
- Photographie : Flavio Martínez Labiano
- Montage : Frédéric Thoraval
- Décors : Andrew Laws
- Costumes : Jill Taylor
- Direction artistique : Stuart Kearns
- Production : Andrew Rona, Joel Silver et Sean Penn
  - Producteurs délégués : Adrián Guerra et Adrián Guerra
  - Producteurs exclusifs : Steve Richards, Peter McAleese, Olivier Courson et Ron Halpern
- Sociétés de production : Nostromo Pictures, Silver Pictures et Studiocanal, avec la participation de TF1 Films Production et Canal+, et le soutien de l'Instituto de la Cinematografía y de las Artes Audiovisuales et Institut Català de les Empreses Culturals[1]
- Sociétés de distribution : Studiocanal (France), Open Road Films (États-Unis)
- Pays de production :  États-Unis,  Espagne,  Royaume-Uni,  France
- Langue originale : anglais
- Format : couleur - 2.35:1
- Genre : action
- Budget : 40 millions de dollars[2]
- Durée : 115 minutes
- Dates de sortie[3] :
  - Belgique : 18 février 2015
  - États-Unis : 20 mars 2015
  - France : 24 juin 2015
- Classification[4] :
  - États-Unis : R
  - France : interdit aux moins de 12 ans

## Distribution
- Sean Penn (VF : Emmanuel Karsen) : Jim Terrier
- Jasmine Trinca (VF : elle-même) : Annie
- Javier Bardem (VF : Jérémie Covillault) : Felix
- Ray Winstone (VF : Patrick Béthune) : Stanley Edgerton
- Mark Rylance (VF : Gérard Surugue) : Terry Cox
- Idris Elba (VF : Frantz Confiac) : Jackie Barnes
- Peter Franzén (VF : Loïc Houdré) : Reiniger
- Billy Billingham : Reed
- Daniel Adegboyega : Bryson
- Ada Oyefeso : Eugene
- Rachel Lascar : Camille

## Production

### Genèse et développement
Le film est d'abord développé sous le titre Prone Gunman, en référence au titre de la traduction anglaise du roman La Position du tireur couché de Jean-Patrick Manchette, publié en 1981,. Le roman avait déjà été adapté en 1982 dans le film Le Choc de Robin Davis, avec Alain Delon.
L'histoire se déroulant dans les années 1980, il a fallu, comme l'explique Pierre Morel, « rendre l’histoire plus contemporaine » et « faire de Jim un protagoniste plus réaliste et plus ancré dans l’époque actuelle ». Le réalisateur ajoute : « D’où l’idée des ONG et des opérateurs privés se chargeant de la sécurité des hommes politiques et de la présence des militaires, dans un contexte très contemporain. Car même si certaines parties du film sont fictives, le chaos politique au Congo existe bel et bien. »

### Tournage
Le tournage débute au printemps 2013. Il se déroule notamment à Barcelone (arènes La Monumental, etc.), à Londres (Wimbledon Studios, Aldermanbury Square) et en Afrique du Sud (Le Cap).

## Sortie et accueil

### Critique
Aux États-Unis, le film reçoit des avis plutôt négatifs. Il n'obtient que 17% d'opinions favorables sur l'agrégateur Rotten Tomatoes. Sur Metacritic, il décroche une moyenne de 39/100 pour 41 avis recensés.
En France, les critiques sont assez partagées. Sur Allociné, Gunman obtient une moyenne de 2,8/5 pour 6 titres de presse.
Du côté des avis positifs, on peut lire dans Direct Matin : « Un scénario qui bénéficie d’une mise en scène nerveuse, pour une adaptation d’un roman de Jean-Patrick Manchette. Crédible en action hero, Sean Penn a accepté de jouer dans Gunman parce que le film revient sur le thème de l’exploitation des pays en développement par les grandes puissances. » Pour Le Dauphiné libéré, c'est « un bon film d’action, porté par un Sean Penn dont le rôle renvoie à l’engagement humanitaire qui est le sien en Haïti ».
Du côté des avis négatifs, Ursula Michel du site Critikat pense que le film « a plus à offrir aux midinettes en manque de biceps qu’aux spectateurs férus d’un cinéma politico-viril ». Dans Les Fiches du cinéma, Michael Ghennam regrette que le film « rate le coche de la série B énergique » car il est « totalement dénué de second degré et plombé par l'encombrante présence de Sean Penn ». Frédéric Mignard du site aVoir-aLire.com écrit quant à lui : « Sean Penn s’érige contre les multinationales dans un thriller géopolitique qui épouse les cavités d’une coquille creuse. »

### Box-office
| Pays ou région    | Box-office      | Date d'arrêt du box-office | Nombre de semaines |
| ----------------- | --------------- | -------------------------- | ------------------ |
| États-Unis Canada | 10 664 749 $    | 25 juin 2015               |                    |
| France            | 154 213 entrées | 25 juin 2015               |                    |
| Mondial           | 24 177 137 $    |                            |                    |